# 港北郵便局
港北郵便局（こうほくゆうびんきょく）は、神奈川県横浜市港北区にある郵便局。民営化前の分類では集配普通郵便局であった。局番号は02386。

## 概要
住所：〒222-8799 神奈川県横浜市港北区菊名6-20-18

### 併設施設
- ゆうちょ銀行港北店（さいたま支店港北出張所）：取扱店番号023860

## 沿革
- 1960年（昭和35年）8月1日 - 港北郵便局として、港北区菊名町に開局[1]。同日、新田郵便局から集配業務を移管。
- 1979年（昭和54年）2月 - 局舎落成。
- 1998年（平成10年）9月1日 - 外国通貨の両替および旅行小切手の売買に関する業務取扱を開始。
- 2007年（平成19年）10月1日 - 民営化に伴い、集配業務・ゆうゆう窓口の運営を郵便事業港北支店に、貯金関連業務をゆうちょ銀行港北店にそれぞれ移管。
- 2012年（平成24年）10月1日 - 日本郵便株式会社発足に伴い、郵便事業港北支店を港北郵便局に統合。

## 取扱内容

### 港北郵便局
- 郵便、印紙、ゆうパック、内容証明
- 生命保険、バイク自賠責保険、自動車保険、がん保険、引受条件緩和型医療保険
- 地方公共団体事務（横浜市バス利用券・横浜市電車利用券等の交付）
- 「222-00xx」区域（横浜市港北区新横浜、小机、菊名、大倉山の各地区＝おおむね鶴見川より南側の地域））の集配業務
- ゆうゆう窓口
※港北区のうち新羽・綱島・日吉・高田の各地区（おおむね鶴見川より北側の地域。〒223-00xx）は綱島郵便局（港北区綱島台）の管轄となっている。

### ゆうちょ銀行港北店
- 貯金、貸付、為替、振替、振込、国際送金、外貨両替、国債、投資信託、変額年金保険
- ATM

## 周辺
- 港北区総合庁舎（横浜市港北区役所）
- 港北図書館
- 英理女子学院高等学校

## アクセス
- JR横浜線、東急東横線 菊名駅から徒歩約10分
- 横浜市営バス 菊名地区センター前停留所下車
- 第三京浜道路 港北ICから東へ約4km
- 首都高速道路横浜北線の馬場出入口が最寄り。
- 駐車場あり：11台